# Aksel V. Johannesen
Pour les articles homonymes, voir Johannessen.
Aksel Vilhelmsson Johannesen, né le 8 novembre 1972 à Klaksvik, est un avocat et homme politique féroïen, membre du Parti social-démocrate. Il est premier ministre des îles Féroé de 2015 à 2019 et depuis 2022.

## Biographie

### Jeunesse et formation
Aksel Johannesen est le fils de Vilhelm Johannesen, un ancien homme politique qui a siégé au Løgting de 1980 à 2008. 
Il obtient un diplôme en droit de l'université de Copenhague en 2004 et exerce la profession d'avocat à Tórshavn jusqu'en 2007, date à laquelle il commence une carrière politique.

### Carrière sportive
Aksel Johannesen joue au football dans le club KÍ Klaksvík, principalement au poste d'attaquant, entre 1989 et 1995. Il sera plus tard président de ce club. Il pratique également la course à pied et devient champion national du 100 mètres en 1994. 

### Carrière politique
Lors des élections législatives de 2008, Aksel Johannesen est le premier suppléant au Løgting et siège parfois au parlement, souvent pour Andrias Petersen. 
Il devient ministre de la santé le 16 juillet 2009 à la suite de la démission de Hans Pauli Strøm. Le 21 février 2011, il démissionne de son poste pour devenir ministre des finances. Le 5 mars, il devient président du Parti social-démocrate,. Le 6 avril, il est nommé vice-premier ministre.
Le Parti social-démocrate remporte les élections de 2015 avec 25,1 % des suffrages. Johannesen obtient 2 405 votes personnels, ce qui représente un nouveau record féroïen. L'ancien record appartenait à Kaj Leo Johannesen, qui en avait obtenu 1 967 en 2001. Il est alors nommé Premier ministre et prend ses fonctions le 15 septembre 2015.
En 2017, il soutient le mouvement pour la création d'un service de traduction de la langue féroïenne, reprochant à Google Translate de ne pas offrir cette langue dans son service de traduction. En avril 2019, il annonce que les îles Féroé sont fermées au tourisme afin de mener des travaux de rénovation et d'aménagement. Durant son mandat, il milite pour ouvrir le marché britannique à Føroya Tele (service de téléphonie mobile appartenant aux îles Féroé).
Lors des élections de 2019, les sociaux-démocrates terminent en deuxième position. Johannesen doit laisser la direction du gouvernement à Bárður á Steig Nielsen, du Parti de l'union.
À la suite des élections anticipées du 8 décembre 2022, le Parti social-démocrate retrouve la première place. Le 22 décembre, Johannesen est nommé Premier ministre et forme un gouvernement de coalition avec les partis République et Progrès.